# Raon-aux-Bois
Raon-aux-Bois település Franciaországban, Vosges megyében. Lakosainak száma 1207 fő (2022. január 1.). Raon-aux-Bois Arches, Bellefontaine, Hadol, Pouxeux, Saint-Nabord és Xertigny községekkel határos.

## Népesség
A település népessége az elmúlt években az alábbi módon változott:
| Lakosok száma | 1269 | 1250 | 1261 | 1237 | 1234 | 1228 | 1221 | 1214 | 1207 |
|               | 2013 | 2015 | 2016 | 2017 | 2018 | 2019 | 2020 | 2021 | 2022 |